# Arlington (Dakota du Sud)
Pour les articles homonymes, voir Arlington.
La ville américaine d’Arlington est située dans les comtés de Brookings et Kingsbury, dans l’État du Dakota du Sud.
Elle comptait 915 habitants lors du recensement de 2010, dont seulement huit vivant dans le comté de Brookings. L'essentiel de la municipalité s'étend sur le comté de Kingsbury : 1,2 mille carré (3,11 km2) sur une superficie totale de 1,66 mille carré (4,3 km2).
La ville est fondée en 1880. Elle est d'abord appelée Nordland par sa population majoritairement scandinave. Elle est par la suite renommée en référence à Arlington en Virginie.

## Démographie
| 1890 | 1900 | 1910 | 1920  | 1930  | 1940  |
| ---- | ---- | ---- | ----- | ----- | ----- |
| 270  | 314  | 791  | 1 011 | 1 020 | 1 157 |

| 1950  | 1960 | 1970 | 1980 | 1990 | 2000 |
| ----- | ---- | ---- | ---- | ---- | ---- |
| 1 096 | 996  | 954  | 991  | 908  | 992  |

| 2010 | - | - | - | - | - |
| ---- | - | - | - | - | - |
| 915  | - | - | - | - | - |